# Ali Al-Hamadi
Ali Al-Hamadi (en arabe : علي الحمادي), né le 1er mars 2002 à Maysan, est un footballeur irakien qui évolue au poste d'attaquant à Ipswich Town.

## Biographie

### Enfance
Al-Hamadi est né à Maysan, en Irak, le 1er mars 2002. En 2003, au début de la seconde guerre du Golfe, à l'âge d'un an, sa famille et lui quittent l'Irak pour Toxteth, à Liverpool, où ils s'installent.
Le père du joueur, Ibrahim, qui était alors étudiant en droit, a participé à une manifestation pacifique contre la dictature de Saddam Hussein et a fini incarcéré. Sa femme était enceinte. Après avoir été libéré, son père a pu rejoindre le Royaume-Uni. Comme pour beaucoup d'Irakiens fuyant la guerre, Ali Al-Hamadi et sa mère se sont rendu en Jordanie avant de retrouver Ibrahim au Royaume-Uni. La première fois qu'Ali a rencontré son père, il avait un an et quatre mois.

### Carrière en club
À l'été 2018, Al-Hamadi et sa famille quittent Liverpool pour le Pays de Galles afin de lui permettre de rejoindre le centre de formation de Swansea City pour un contrat de 2 ans. Le 2 juillet 2020, Al-Hamadi signe son premier contrat professionnel avec Swansea, pour une durée d'un an,.
En septembre 2021, Al-Hamadi effectue un essai avec Derby County, marquant pour l'équipe de moins de 23 ans lors d'un match nul 3-3 en Premier League Cup contre les moins de 23 ans de Norwich City.
Le 20 novembre 2021, Al-Hamadi signe un contrat de dix-huit mois avec le club de League One Wycombe Wanderers, à la suite d'une période d'essai réussie au club,.
Le 12 janvier 2023, il rejoint AFC Wimbledon.
Le 29 janvier 2024, il rejoint Ipswich Town.

### Carrière en sélection
En novembre 2021, Al-Hamadi est appelé pour la première fois en équipe nationale d'Irak engageant son avenir international avec sa nation natale. Il honore sa première sélection le 11 novembre 2021, en tant que titulaire contre la Syrie lors des matches de qualification pour la Coupe du monde de la FIFA 2022.